# نوكيا 6760 سلايد
 نوكيا 6760 سلايد (بالإنجليزية: Nokia 6760 Slide)‏ هو هاتف محمول من نوكيا يعمل بنظام سيمبيان.

## الخصائص
- نظام التشغيل: سيمبيان
- الشاشة: 240×320
- الوزن: 124.3 غرام
- المعالج: 192 ميجا هرتز
- الذاكرة: 128 ميجابايت